# Profesionalen Futbolen Klub Botev Plovdiv 2010-2011
Questa voce raccoglie le informazioni riguardanti il Profesionalen Futbolen Klub Botev Plovdiv nelle competizioni ufficiali della stagione 2010-2011.

## Stagione
Nella stagione 2010-2011, dopo esser stato espulso dalla A aFG nel corso della pausa invernale della stagione precedente, il Botev Plovdiv ha disputato la V AFG, terza serie del campionato bulgaro di calcio, terminando la stagione al primo posto con 112 punti conquistati in 38 giornate, frutto di 37 vittorie, 1 pareggio e zero sconfitte, venendo così promosso in B PFG.

## Rosa
| N. |                     | Ruolo | Calciatore         |
| -- | ------------------- | ----- | ------------------ |
| 1  | Bulgaria (bandiera) | P     | Petar Stoichkov    |
| 1  | Armenia (bandiera)  | P     | Armen Ambartsumyan |
| 2  | Bulgaria (bandiera) | D     | Vasil Vasilev      |
| 3  | Bulgaria (bandiera) | C     | Dimitar Bayrev     |
| 4  | Bulgaria (bandiera) | D     | Vladimir Bayrev    |
| 5  | Bulgaria (bandiera) | D     | Angel Rahov        |
| 6  | Bulgaria (bandiera) | C     | Ivan Tanchovski    |
| 7  | Bulgaria (bandiera) | C     | Svetoslav Asenov   |
| 8  | Bulgaria (bandiera) | C     | Peyo Batinov       |
| 8  | Bulgaria (bandiera) | C     | Todor Timonov      |
| 9  | Bulgaria (bandiera) | C     | Stefan Kostadinov  |
| 10 | Bulgaria (bandiera) | A     | Ivan Ploštakov     |
| 11 | Bulgaria (bandiera) | C     | Krasimir Krastev   |
| 11 | Bulgaria (bandiera) | A     | Ilian Hristov      |
| 13 | Bulgaria (bandiera) | C     | Ronald Donev       |
| 13 | Bulgaria (bandiera) | D     | Kostadin Gadžalov  |

| N. |                     | Ruolo | Calciatore           |
| -- | ------------------- | ----- | -------------------- |
| 14 | Bulgaria (bandiera) | A     | Zapryan Ivanov       |
| 15 | Bulgaria (bandiera) | D     | Ilian Enchev         |
| 17 | Bulgaria (bandiera) | D     | Petko Fanev          |
| 18 | Bulgaria (bandiera) | A     | Ridvan Hadzhifeyzula |
| 19 | Bulgaria (bandiera) | C     | Vasil Gudzhev        |
| 20 | Bulgaria (bandiera) | C     | Nikolaj Mančev       |
| 21 | Bulgaria (bandiera) | A     | Martin Stefanov      |
| 22 | Bulgaria (bandiera) | C     | Nedko Milenov        |
| 22 | Bulgaria (bandiera) | C     | Irfan Yuseinov       |
| 23 | Bulgaria (bandiera) | P     | Ilia Nikolov         |
| 25 | Bulgaria (bandiera) | D     | Jordan Minev         |
| 26 | Bulgaria (bandiera) | D     | Anton Ognjanov       |
| 28 | Bulgaria (bandiera) | C     | Stefan Uchikov       |
| 25 | Bulgaria (bandiera) | D     | Emil Argirov         |
| 39 | Bulgaria (bandiera) | A     | Atanas Kurdov        |

## Statistiche

### Statistiche di squadra
| Competizione | Punti | In casa | In casa | In casa | In casa | In casa | In casa | In trasferta | In trasferta | In trasferta | In trasferta | In trasferta | In trasferta | Totale | Totale | Totale | Totale | Totale | Totale | DR   |
| Competizione | Punti | G       | V       | N       | P       | Gf      | Gs      | G            | V            | N            | P            | Gf           | Gs           | G      | V      | N      | P      | Gf     | Gs     | DR   |
| ------------ | ----- | ------- | ------- | ------- | ------- | ------- | ------- | ------------ | ------------ | ------------ | ------------ | ------------ | ------------ | ------ | ------ | ------ | ------ | ------ | ------ | ---- |
| V AFG        | 112   | 19      | 19      | 0       | 0       | 77      | 6       | 19           | 18           | 1            | 0            | 50           | 9            | 38     | 37     | 1      | 0      | 127    | 15     | +112 |
| Totale       | -     | 19      | 19      | 0       | 0       | 77      | 6       | 19           | 18           | 1            | 0            | 50           | 9            | 38     | 37     | 1      | 0      | 127    | 15     | +112 |